# Euphyia araceneata
Euphyia araceneata är en fjärilsart som beskrevs av Felix Bryk 1940. Euphyia araceneata ingår i släktet Euphyia och familjen mätare. Inga underarter finns listade i Catalogue of Life.